# Laeken
Laeken (in neerlandese Laken) è un ex comune del Belgio, che dal 1921 è stato incorporato nella Città di Bruxelles, di cui fa ora parte nell'ambito del Quartiere Nord. A Laeken si trovano la Villa Reale (con annesso Castello e parco) e il famosissimo Atomium, simbolo dell'Esposizione Universale del 1958 che qui ebbe luogo. Vi è sepolto il pittore Ernest Slingeneyer (1850-1894).